# Consonne fricative alvéolo-palatale voisée
Cette page contient des caractères spéciaux ou non latins. S’ils s’affichent mal (▯, ?, etc.), consultez la page d’aide Unicode.
La consonne fricative alvéolo-palatale voisée est un son consonantique assez peu fréquent dans les langues parlées. Le symbole dans l’alphabet phonétique international est [ʑ]. Ce symbole est celui de la lettre latine Z minuscule, dont le bras inférieur se prolonge en boucle interne recroisant ce bras.

## Caractéristiques
Voici les caractéristiques de la consonne fricative alvéolo-palatale voisée :
- Son mode d'articulation est fricatif, ce qui signifie qu’elle est produite en contractant l’air à travers une voie étroite au point d’articulation, causant de la turbulence.
- Son point d'articulation est alvéolo-palatale, c'est-à-dire palatale, laminale et alvéolaire, ce qui signifie qu'elle est articulée avec la lame de la langue derrière la crête alvéolaire en même temps que le corps de la langue se lève au palais.
- Sa phonation est voisée, ce qui signifie que les cordes vocales vibrent lors de l’articulation.
- C'est une consonne orale, ce qui signifie que l'air ne s’échappe que par la bouche.
- C'est une consonne centrale, ce qui signifie qu’elle est produite en laissant l'air passer au-dessus du milieu de la langue, plutôt que par les côtés.
- Son mécanisme de courant d'air est égressif pulmonaire, ce qui signifie qu'elle est articulée en poussant l'air par les poumons et à travers le chenal vocatoire, plutôt que par la glotte ou la bouche.

## En français
Le français ne possède pas le [ʑ]. Il peut ressembler, cependant, pour un locuteur français, à un J comme dans journal puisque ce son n'est qu'un [ʒ] palatalisé.

## Autres langues
Ce son existe en polonais, où il est noté ź (ou zi avant une voyelle), par exemple dans źle [ʑlɛ] (« mal ») ou zielony [ʑɛˈlɔnɨ] (« vert »).